# Pielavesi (lac)
Le lac Pielavesi (finnois : Pielavesi) est un grand lac situé à Pielavesi en Finlande,.

## Présentation
Le lac a une superficie de 110,1 kilomètres carrés et une altitude de 102,3 mètres.